# 1357年
| 千纪： | 2千纪 |
| 世纪： | 13世纪 \| 14世纪 \| 15世纪 |
| 年代： | 1320年代 \| 1330年代 \| 1340年代 \| 1350年代 \| 1360年代 \| 1370年代 \| 1380年代                                               |
| 年份： | 1352年 \| 1353年 \| 1354年 \| 1355年 \| 1356年 \| 1357年 \| 1358年 \| 1359年 \| 1360年 \| 1361年 \| 1362年                     |
| 纪年： | 丁酉年（鸡年）；元至正十七年；徐壽輝天啟二年；張士誠天佑四年；韓林兒龍鳳三年；越南紹豐十七年；日本南朝正平十二年，北朝延文二年 |

## 大事记
- 中国
  - 元朝江浙行省平章達識帖睦邇派楊完者攻打張士誠，張士誠投降元朝，被封為太尉。
  - 劉福通自帥一軍攻汴梁，餘軍分兵三路北伐，東路由毛貴率領，經山東、河北兵鋒直指大都；中路由關鐸、潘誠等攻向山西、河北一帶，經大同直搗元上都（今內蒙古多倫西北），放火燒毀「富誇塞北」的蒙古皇宮，繼續轉戰遼東各地，最後甚至攻入了朝鮮半島；西路由大刀敖、白不信、李喜喜率領，直趨關中，攻下興元（今陝西南鄭）、鳳翔（今陝西鳳翔），轉戰四川、甘肅、寧夏各地。
  - 朱元璋派耿炳文攻佔長興，趙繼祖、吳良攻下江陰，成為向江浙方向進取的通道。
  - 三月——波斯籍僑民民兵組織亦思巴奚軍首領賽甫丁、阿迷裡丁率軍控制泉州，發動亦思巴奚兵亂。
  - 七月——徐達部乘勝東進，攻佔常熟、無錫。同時，朱元璋派胡大海等率軍向安徽東南和浙江進軍，攻取徽州、建德。
  - 九月——倪文俊謀害徐壽輝未成，逃奔黃州（今湖北黃岡縣鄂城市北），陈友谅刺杀倪文俊，因功升為“平章政事”，自稱勤王，連克江西、福建諸地，掌握天完兵权。
  - 十二月——徐壽輝希望遷都龍興府（今江西南昌），不顧陳友諒反對從漢陽引兵出發，陳友諒在江州發動伏兵殺盡徐壽輝部將，自稱漢王，挾持徐壽輝遷都江州（治今江西九江）。
  - 趙君用稱永義王。
  - 甘州畫師史小玉在莫高窟第3窟壁畫，於第444窟題壁。
- 葡萄牙
  - 佩德罗一世继承王位。
- 法國
  - 由於在百年戰爭中蒙受階段性失敗，召開了一次由巴黎商人馬塞爾主持的三級會議。會議規定了一種新的憲政組織結構：法國由國王和三級會議聯合統治，三級會議將定期召開，並監督皇室在財政、行政與外交等事務。但僅在一年之後，這個法令便在皇太子查理的反撲鎮壓之下被廢除。

## 出生
- 宗喀巴，黄教创始人（逝世于1419年，62岁）
- 3月16日（二月廿五）——方孝孺，明朝政治家和文学家（逝世于1402年，45岁）
- 4月11日——若昂一世，葡萄牙国王（逝世于1433年，76岁）
- 七月——李芳果，朝鲜君主（逝世于1419年，62岁）

## 逝世
- 5月28日——阿方索四世，葡萄牙国王（出生于1291年，66岁）
- 黃溍